# 新手驾到
《新手驾到》（英語：Go Newbies），是中国湖南卫视推出的一档驾考纪实类真人秀，该节目是湖南卫视的原创节目。节目邀请了戚薇、吴宣仪、周深、王琳凱、霍尊、武艺、喻美壬七位尚无驾照的明星学员，从报名开始经历考驾照的全过程实录，以真人秀的方式呈现出来，此外还有张绍刚、孟鹤堂、蒋敦豪三位嘉宾分别担任集训营长和新老司机顾问。

## 冠名与播出信息
《新手驾到》于2020年8月13日起每週四22:00在湖南卫视和芒果TV播出，花絮也会在易车App播出。节目在东方时尚驾校录制，由易车App冠名，并得到国内多家汽车品牌的支持。

## 新手成员
新手成员们分为手动档和自动档两组。手动档教练是才哥（王之才），自动档教练是溜溜哥（刘泽津）。
| 姓名       | 年龄           | 参与期数 | 備註     |
| 現任成員   | 現任成員       | 現任成員 | 現任成員 |
| ---------- | -------------- | -------- | -------- |
| 吴宣仪     | 1995年1月26日  | 1－12    | 自动档   |
| 周深       | 1992年9月29日  | 1－12    | 手动档   |
| 王琳凱     | 1999年5月20日  | 1－12    | 自动档   |
| 霍尊       | 1990年9月18日  | 1－12    | 手动档   |
| 武艺       | 1990年11月3日  | 1－12    | 自动档   |
| 喻美壬     | 1992年7月17日  | 1－12    | 手动档   |
| 王子异     | 1996年7月13日  | 6－12    | 自动档   |
| 蔡程昱     | 1998年1月17日  | 8－12    | 手动档   |
| 已离开成員 |                |          |          |
| 戚薇       | 1984年10月26日 | 1－6     | 手动档   |

## 分集內容
| 集數 （季） | 主题                 | 首播日期              |
| --- | -------------------- | --------------------- |
| 1 | 分组／科目一／科目二 | 2020年8月13日         |
| 新手们自由选择，分为手动档和自动档两组，并自费报名学车。随后接受了安全知识洗礼，进行了辨认交通标志的比赛。在科目一的考试中，四人通过考试，三人未通过，需要再考。通过科目一的学员随后开始了科目二的学习，学习了上车、起步、驾驶、停车的步骤，并进行了紧急刹车的首次训练。 |                      |                       |
| 2 | 科目一／科目二       | 2020年8月20日         |
| 这期通过考试的几位学员进行了科目二的基础训练，S道和直角转弯、不规则路线行进及S弯道倒车训练。之前未通过科目一的学员也补考通过了科目一，跟上了科目二的基础训练。此外，学员们还进行了卡丁车比赛，吃饭时才哥等人还进行了才艺表演。 |                      |                       |
| 3 | 科目二               | 2020年8月27日         |
| 这期学员们继续进行科目二的训练：侧方停车、坡道定点停车与起步。此外，学员们还进行了迷宫开车比赛，车身挂满气球来考验学员们对距离的掌控程度。 |                      |                       |
| 4 | 科目二               | 2020年9月3日          |
| 这期学员们继续进行科目二的训练：倒车入库。此外，学员们还进行了指挥新手停车场倒车进入停车位的比赛，以及卡丁车足球比赛。最后还进行了科目二的模拟考试。 |                      |                       |
| 5 | 科目二               | 2020年9月10日         |
| 这期学员们邀请了“好友助教团”来帮助自己进行训练，之后进行了科目二的正式考试，其中四人通过，三人未通过，需要再考。自动档的学员随后还进行了一些科目二中未包含的“复古项目”的训练。好友助教团：艾福杰尼、韩火火、何洁、李琦、孟鹤堂、平安、张峻宁 |                      |                       |
| 6 | 科目二               | 2020年9月17日         |
| 这期自动档又增加了一名新学员，已经考过科目二的学员就轮流教授新学员科目二的各个项目。而手动档学员们也进行了“复古项目”的训练，并且给教练才哥准备了一个惊喜，随后分组教小朋友们练习交警指挥交通时的手势。自动档的学员则是进行了一场将车开出混乱场面的比赛。 |                      |                       |
| 7 | 科目三               | 2020年9月24日         |
| 这期开始戚薇因为（节目外）脚伤而不得不退出节目。两组学员们开始了科目三的训练，驾驶车辆离开了驾校的训练场，进入市内交通道路上行驶。手动档刚出发不久就碰到了一起交通事故（对方违规变道），才哥科普了发生事故时的处理流程，及三种处理方式。自动档也是状况频出，几次差点出现交通事故。随后手动档进行了一个寻找驾校内景点打卡拍照的比赛，自动档进行了一个模拟接驳车的比赛。最后，未过科目二的学员进行了考试或补考，有一人通过，两人未过。     |                      |                       |
| 8 | 科目三               | 2020年10月3日（週六） |
| 这期手动档组最后一位学员通过了科目二的补考（自动档组学员未进行补考）。两组学员进行了科目三的试练，又有一位新成员加入了手动档组。随后学员们参加了科目三的正式考试，结果三人通过，四人未通过。手动档的学员们还体验了一把“向往的生活”，自己做菜聚餐。自动档组体验了按摩等活动。 |                      |                       |
| 9 | 科目三／科目四       | 2020年10月15日        |
| 这期尚未通过科目二或科目三的学员都进行了补考，最终全体学员都通过了科目一、二、三的考试。学员们通过游戏环节进一步强化了科目三的理论知识，并进行了交通警察的执勤工作（在部分地区这也是属于驾照考试的一部分）。 |                      |                       |
| 10 | 科目四               | 2020年10月22日        |
| 这期学员们全体通过了科目四的考试，进行了宣誓，领取了驾照。学员们比赛领取星星，体验了在昆明市内和高速公路开车。随后举行了汽车音乐会，演唱了《一路向北》、《只对你有感觉》、《最好的我们》、《花心》、《如燕》、《真夏的樱花》、《不死鸟》、《外婆的澎湖湾》、《你要跳舞吗》、《新手驾到》等歌曲，并进行了放前奏听歌的游戏。 |                      |                       |
| 11 | 自驾之旅（一）       | 2020年10月29日        |
| 拿到驾照的学员们到内蒙古呼伦贝尔大草原进行了为期四天的自驾之旅。第一天去到了牧云山顶，看到了莫日格勒河，体验了牧场人家。第二天去到了中国的俄罗斯族之乡，并体验了丛林越野竞赛。 |                      |                       |
| 12 | 自驾之旅（二）       | 2020年11月5日         |
| 学员们继续内蒙古呼伦贝尔大草原的自驾之旅。首先完成了丛林越野竞赛，然后在当地的酒馆里品尝了美食，即兴演唱了歌曲，并进行了小游戏。第三天去到乌兰山景区，溜溜哥还见缝插针地进行了超车时的安全驾驶教育，随后体验了高空秋千，然后在中国和俄罗斯的边境眺望了俄罗斯小镇，骑马浏览了亚洲第一湿地，并欣赏了日落，之后进行了争夺晚餐的游戏。第四天在满洲里套娃游乐园里游玩。最后，学员们还参观了新手驾到纪念展，回顾了从开始参加节目学驾照的历程。 |                      |                       |

## 主题曲
| 曲序 | 曲目     | 词曲 | 编曲 |                                                | 时长 |
| ---- | -------- | ---- | ---- | ---------------------------------------------- | ---- |
| 1.   | 新手驾到 | 叶晓 | 叶晓 | 戚薇、吴宣仪、周深、王琳凱、霍尊、武艺、喻美壬 | 3:18 |

此曲获得亚洲新歌榜日榜第611期（2020.08.04）第19名。

## 收视率
《新手驾到》收视率上星综合组六网十连冠。
据“中国视听大数据”（CVB）统计，《新手驾到》首期节目收视率0.646%，收视表现良好，居同时段省级卫视节目收视率首位；忠实度50.134%，用户观看完成度居高，在当週60分钟以上晚间时段首播综艺节目中忠实度第5。
| 中国大陆 湖南卫视 首播收视率 （CSM59） |                |        |          |      |                                                                                    |
| 集數                                   | 播出日期       | 收视率 | 收视份额 | 排名 | 備註                                                                               |
| 1                                      | 2020年8月13日  | 0.553  | 4.62     | 3    | CSM59不含广告收视率0.57，份额4.64                                                  |
| 2                                      | 2020年8月20日  | 0.426  | 3.61     | 3    | CSM59数据中缺惠州数据，故实为CSM58                                                 |
| 3                                      | 2020年8月27日  | 0.427  | 3.81     | 3    | 因转播《新闻联播》超时，本期节目顺延至22:06播映                                    |
| 4                                      | 2020年9月3日   | 0.298  | 3.07     | 7    | 因转播《新闻联播》超时，本期节目顺延至22:08播映 CSM59数据中缺惠州数据，故实为CSM58 |
| 5                                      | 2020年9月10日  | 0.393  | 4.42     | 6    | 因播出纪录片《同心战「疫」》，本期节目顺延至22:14播映                              |
| 6                                      | 2020年9月17日  | 0.406  | 4.26     | 7    | 因转播《新闻联播》超时，本期节目顺延至22:12播映                                    |
| 7                                      | 2020年9月24日  | 0.342  | 3.6      | 5    | 因转播《新闻联播》超时，本期节目顺延至22:08播映                                    |
| 8                                      | 2020年10月3日  | 0.346  | 2.82     | 8    | 因频道特殊编排，本期节目于週六22:00播映                                            |
|                                        | 2020年10月8日  |        |          |      | 因播出电视剧《在一起》，暂停播映                                                   |
| 9                                      | 2020年10月15日 | 0.312  | 3.57     | 6    | 因转播《新闻联播》超时，本期节目顺延至22:16播映 东方《我们在行动第五季》完结       |
| 10                                     | 2020年10月22日 | 0.288  | 3.35     | 11   | 因转播《新闻联播》超时，本期节目顺延至22:06播映                                    |
| 11                                     | 2020年10月29日 | 0.231  | 2.83     | 9    | 因转播《新闻联播》超时，本期节目顺延至22:17播映                                    |
| 12                                     | 2020年11月5日  | 0.268  | 3.12     | 6    | 因转播《新闻联播》超时，本期节目顺延至22:11播映                                    |

1. 同时段或交叉时段主要节目：
  - 东方卫视：《我们在行动5》
2. 数据由广视索福瑞提供，调查范围为四岁以上之观众。
3. 以上收视排名不包括央视在内。
4. 资料来源：卫视这些事儿、卫视小露电。
5. 湖南卫视采用六网七域综合收视评价体系，上表重点记录每日发布的CSM59城市网收视数据，其他各组收视数据（CSM全国网、全国网城域、酷云全国网、欢网全国网、尼尔森100城、中国视听大数据）请自行查阅数据供应商或湖南卫视总编室推广部发布的收视数据。
6. 排名为週四晚间所有综艺节目的排名，并不一定为同一时段。